# Universitätsbibliothek Erlangen-Nürnberg
Die Universitätsbibliothek Erlangen-Nürnberg bildet das Bibliothekssystem der Friedrich-Alexander-Universität (FAU) Erlangen-Nürnberg und ist Regionalbibliothek für den Regierungsbezirk Mittelfranken. Als wissenschaftliche Universalbibliothek bietet sie ihren Nutzern ein breites Spektrum an Fachliteratur aus allen Fakultäten und eine Vielzahl an Dienstleistungen. Mit etwa 5,5 Millionen Bänden ist sie die größte Bibliothek Bayerns außerhalb der Landeshauptstadt München. Große Teile ihres Medienbestands sind auch im überregionalen Leihverkehr zugänglich. Die Universitätsbibliothek ist Mitglied im Bibliotheksverbund Bayern.

## Bibliothekssystem

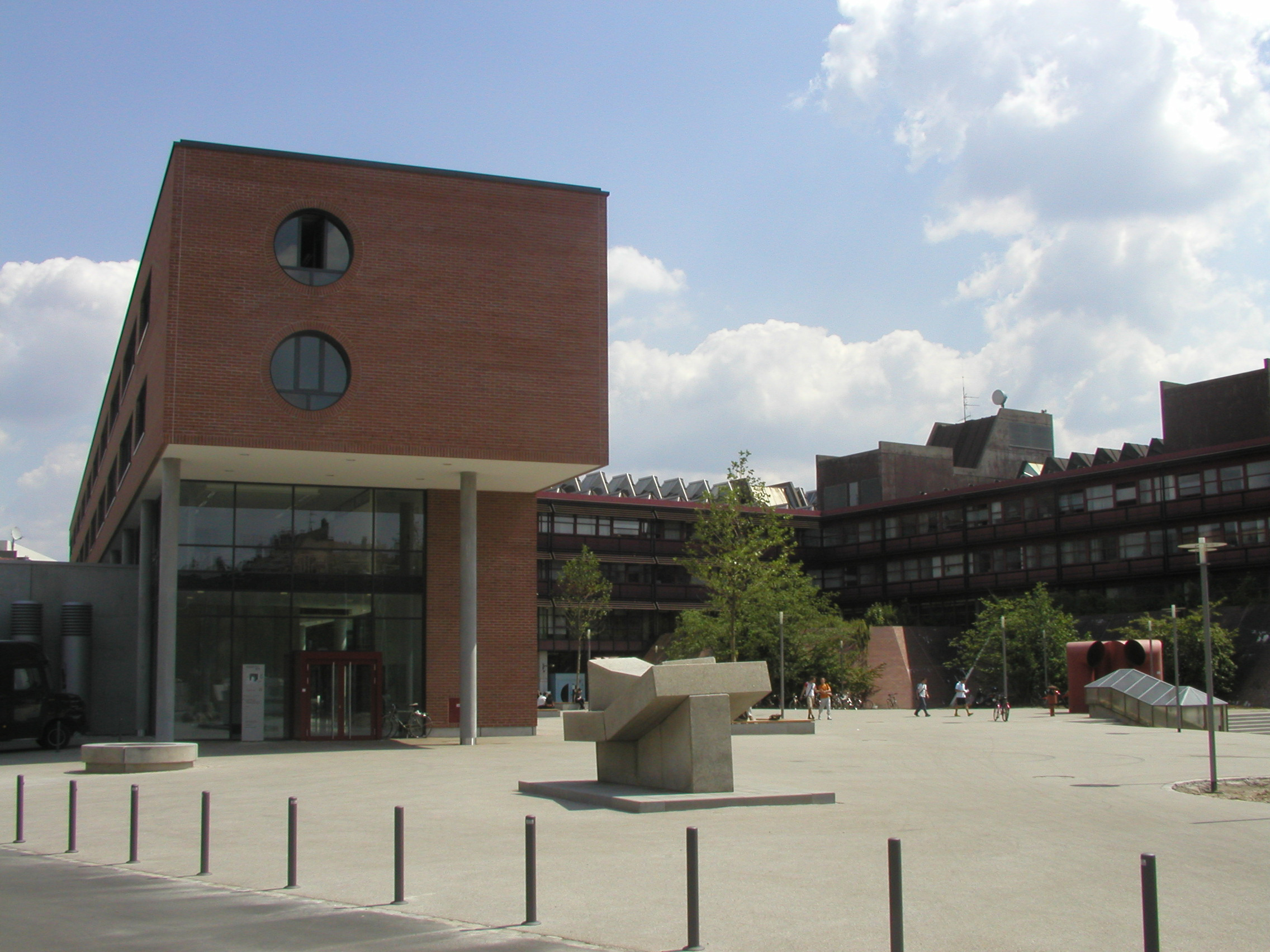
WSZB Nürnberg

Das Bibliothekssystem Erlangen-Nürnberg ist ein zweischichtiges Bibliothekssystem und setzt sich aus vier zentralen Bibliotheken und 15 Teilbibliotheken zusammen, deren Bestand auf insgesamt ca. 200 Standorte verteilt ist. Die Hauptbibliothek und die Technisch-naturwissenschaftliche Zweigbibliothek (TNZB) befinden sich in Erlangen, während die Wirtschafts- und Sozialwissenschaftliche (WSZB) sowie die Erziehungswissenschaftliche Zweigbibliothek (EZB) in Nürnberg untergebracht sind. In diesem kooperativen Bibliothekssystem organisieren die meisten Teilbibliotheken den Erwerb und die Verwaltung ihrer Medien selbst, nachgewiesen werden die Medien jedoch gemeinsam im Onlinekatalog (OPACplus) der Universitätsbibliothek.

## Bestand und Service

Alte Universitätsbibliothek Erlangen

Die Universitätsbibliothek Erlangen-Nürnberg verfügt über einen Gesamtbestand von ca. 5,5 Mio. Medien mit einem jährlichen Zuwachs von rund 27.000 Titeln. Darunter befinden sich 75.000 elektronische Zeitschriften, ca. 3.800 laufende gedruckte Zeitschriften und Zeitungen, 613.000 Titel aus dem Altbestand sowie mit 930.000 Bänden eine der größten Sammlungen an Dissertationen in Deutschland.
2021 brachten es die ca. 32.000 aktiven Benutzer auf 230.000 Entleihungen und die Bibliothek gab fast 31.000 Medien ihres Bestandes in die Fernleihe.
Ein Großteil der Bestände wird in Magazinen aufbewahrt. Sie können im Onlinekatalog (OPACplus) recherchiert und bestellt werden. In Erlangen/Nürnberg nicht vorhandene Literatur kann per Fernleihe beschafft werden. Die Benutzung und Ausleihe von Beständen der Universitätsbibliothek steht jeder Person ab 16 Jahren frei und ist gebührenfrei.
In der Hauptbibliothek stehen den Benutzern 450 Einzel- und Gruppenarbeitsplätze zur Verfügung. Alle Benutzerbereiche sind mit WLAN ausgestattet.

### Elektronische Medien
Die Universitätsbibliothek bietet ein großes Angebot an elektronischen Medien für ihre Benutzer, darunter E-Books, elektronische Zeitschriften, sowie frei zugängliche, national lizenzierte und kostenpflichtig lizenzierte Datenbanken im Datenbank-Infosystem (DBIS). Die Nutzung ist für Angehörige der Universität zum größten Teil auch von zu Hause aus möglich (Virtual Private Network).
Die digitalen Sammlungen der Universitätsbibliothek beinhalten ausgewählte Werke des bedeutenden Altbestand wie die mittelalterlichen Handschriften aus den Bibliotheken der Klöster Heilsbronn und St. Jobst, der Bibliothek der Markgräfin Wilhelmine von Preußen, die Sammlung Ricklefs und die Sammlung Trew. Die laufend aktualisierte Sammlung umfasst zudem Handschriften, Inkunabeln, Stammbücher und Einblattdrucke aus dem 15. Jahrhundert. Die Bibliothek ist auch an der Erstellung der retrospektiven Nationalbibliografien VD 17 und VD 18 beteiligt.
Ferner bietet die Universitätsbibliothek reprografische Dienstleistungen und universitätsinterne Aufsatzlieferungen (FAUdok) an.

### Universitätsverlag und Publikationsfonds
Im Auftrag der Universität betreibt die Universitätsbibliothek den universitätseigenen Verlag FAU University Press. Ziel ist die kostengünstige und rasche Publikation sowie die Verbreitung ausgewählter Schriften von Universitätsangehörigen und Institutionen der FAU in digitaler und optional in Print-Form. Das Verlagsspektrum entspricht dem Fächerkanon der FAU.
Seit 2021 entwickelt die Universitätsbibliothek die vom Bundesministerium für Forschung, Technologie und Raumfahrt geförderte Publikationssoftware Open Source Academic Publishing Suite (OS-APS).
Alle Fakultäten unterstützen die kostenlose Abgabe und Veröffentlichung von elektronischen Dissertationen und Habilitationen auf dem Dokumentenserver OPEN FAU. Alle Dissertationen und Habilitationen werden ebenfalls von der  Deutschen Nationalbibliothek übernommen und für die Langzeitarchivierung gesichert.
Es besteht darüber hinaus ein Publikationsfonds, aus dem Open-Access-Artikelgebühren bezuschusst werden können, sofern die Fördervoraussetzungen erfüllt sind.

### Historischer Bestand

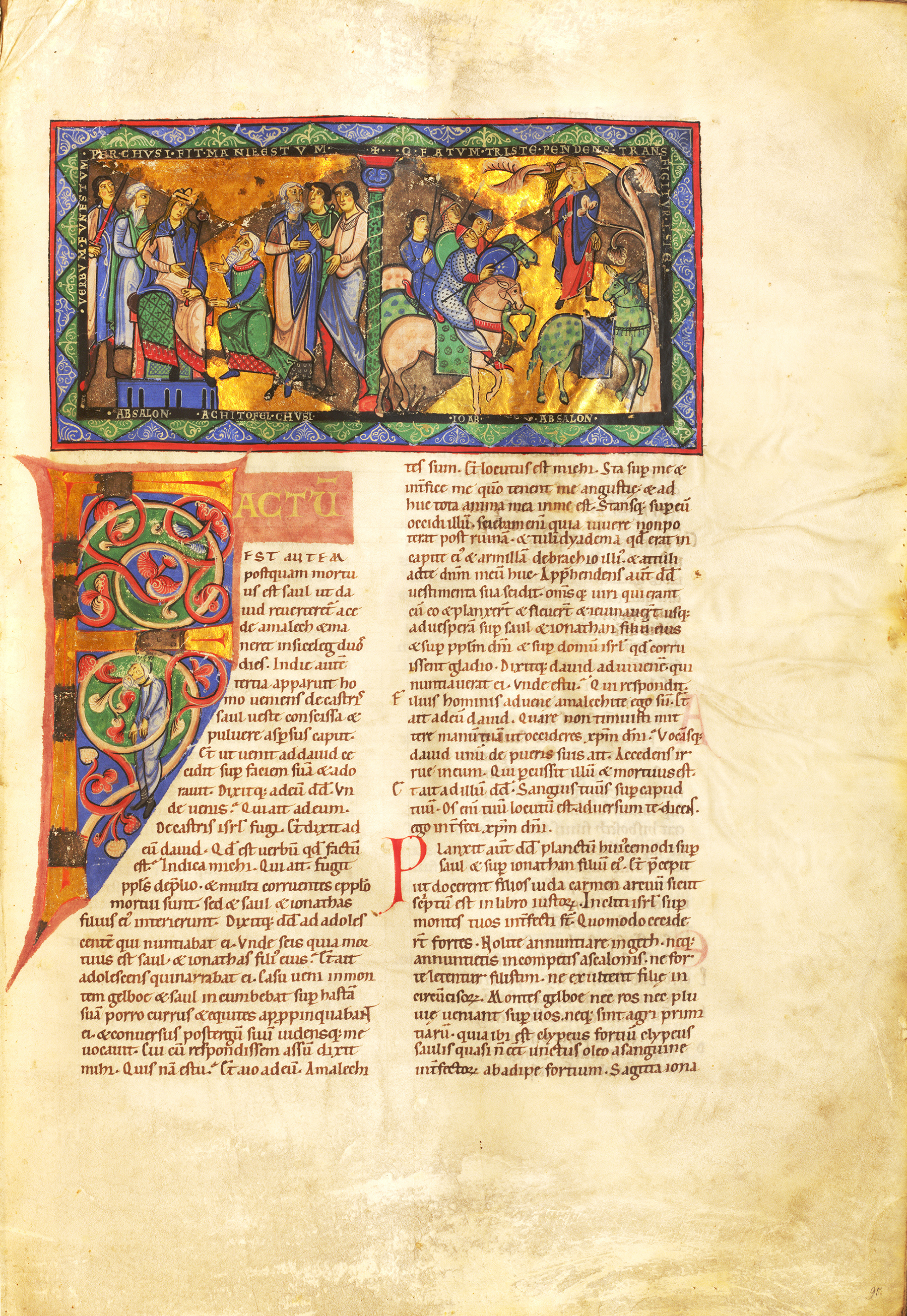
Gumbertusbibel

Der wertvolle historische Bestand in der Hauptbibliothek datiert bis ins 4. Jahrhundert zurück. Darunter befinden sich die privaten Sammlungen des Gründers der Universität, des Markgrafen Friedrich von Brandenburg-Bayreuth und seiner Gattin Wilhelmine von Preußen, sowie auch die Bestände der aufgelösten Universitätsbibliothek Altdorf und einiger säkularisierter Klöster aus Ober- und Mittelfranken wie des Zisterzienserklosters Heilsbronn.
Besonders hervorzuheben ist die aus dem 12. Jahrhundert stammende Gumbertusbibel, welche auf zahlreichen, kunstvoll illustrierten Pergamentseiten fast das gesamte Alte und Neue Testament darstellt.
Von international beachteter Qualität sind auch die aus dem ehemals markgräflich-ansbachischen Kabinett stammenden Handzeichnungen, Holzschnitte und Kupferstiche aus der Zeit des Mittelalters bis zum Barock und die Graphiksammlung Luthardt, die vorwiegend aus dem 19. Jahrhundert stammt. Ferner gehören dazu Medaillen und Münzen aus allen historischen Epochen, druckgraphische Porträts, Einblattdrucke, ein bedeutender Besitz an Personalschriften und Schulprogrammen sowie zahlreiche Ölgemälde.
An der Erziehungswissenschaftlichen Zweigbibliothek (EZB) ist eine große Sammlung an historischen Lehr- und Schulbüchern vorhanden. Viele stammen aus dem Besitz von Johannes Guthmann, der in den 1950er Jahren Leiter der Bibliothek war.
Da die Stadt Erlangen im Zweiten Weltkrieg kampflos eingenommen wurde, erlitt die Universitätsbibliothek keine Kriegsschäden und konnte im Gegensatz zu vielen anderen deutschen Bibliotheken ihren gesamten Altbestand bewahren.

### Sondersammelgebiete
Im Auftrag der  Deutschen Forschungsgemeinschaft (DFG) betreute die Universitätsbibliothek Erlangen-Nürnberg von 1949 bis 2013 die Sondersammelgebiete Philosophie und Bildungsforschung. Der umfassende Bestand baut auf zahlreichen historischen Publikationen seit dem 16. Jahrhundert auf. Zum Sondersammelgebiet Philosophie gehörte auch die Pflege der Virtuellen Fachbibliothek Philosophie. Seit Anfang 2015 ist die Universitätsbibliothek Partner im FID Erziehungswissenschaft und Bildungsforschung. 

### Regionaler Auftrag
Seit 1840 besitzt die Bibliothek das Pflichtexemplarrecht für Mittelfranken und ist heute Regionalbibliothek für diesen Regierungsbezirk, mit einem jährlichen Zugang von etwa 2.400 Pflichtstücken. Ziel dieser Pflichtabgabe ist es, der Öffentlichkeit den Zugang zu jeder Publikation zu verschaffen, die in Mittelfranken erschienen ist, und einen möglichst vollständigen Nachweis über das kulturelle Schaffen dieser Region zu führen.

## Geschichte

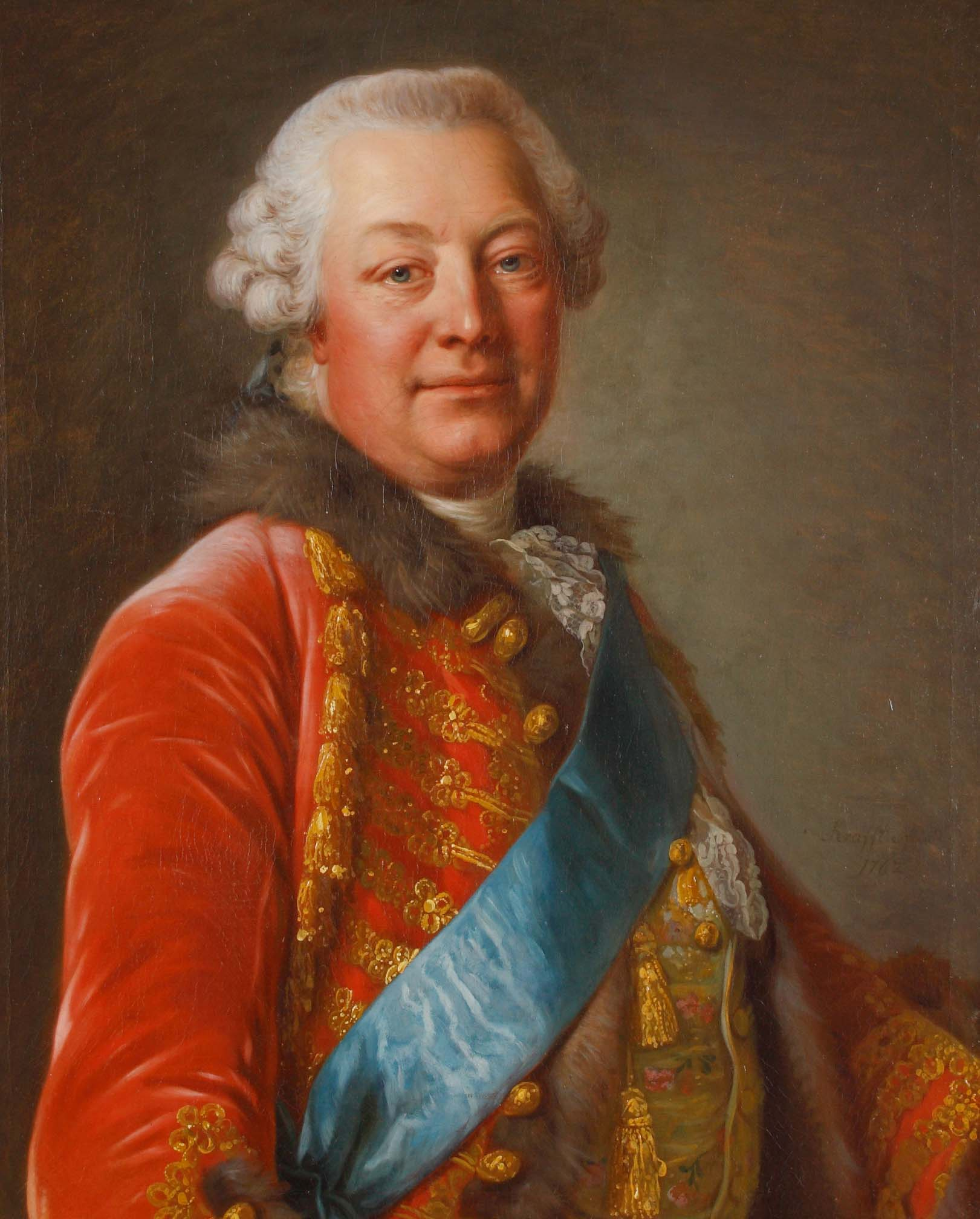
Friedrich III. von Brandenburg-Bayreuth Staatsporträt

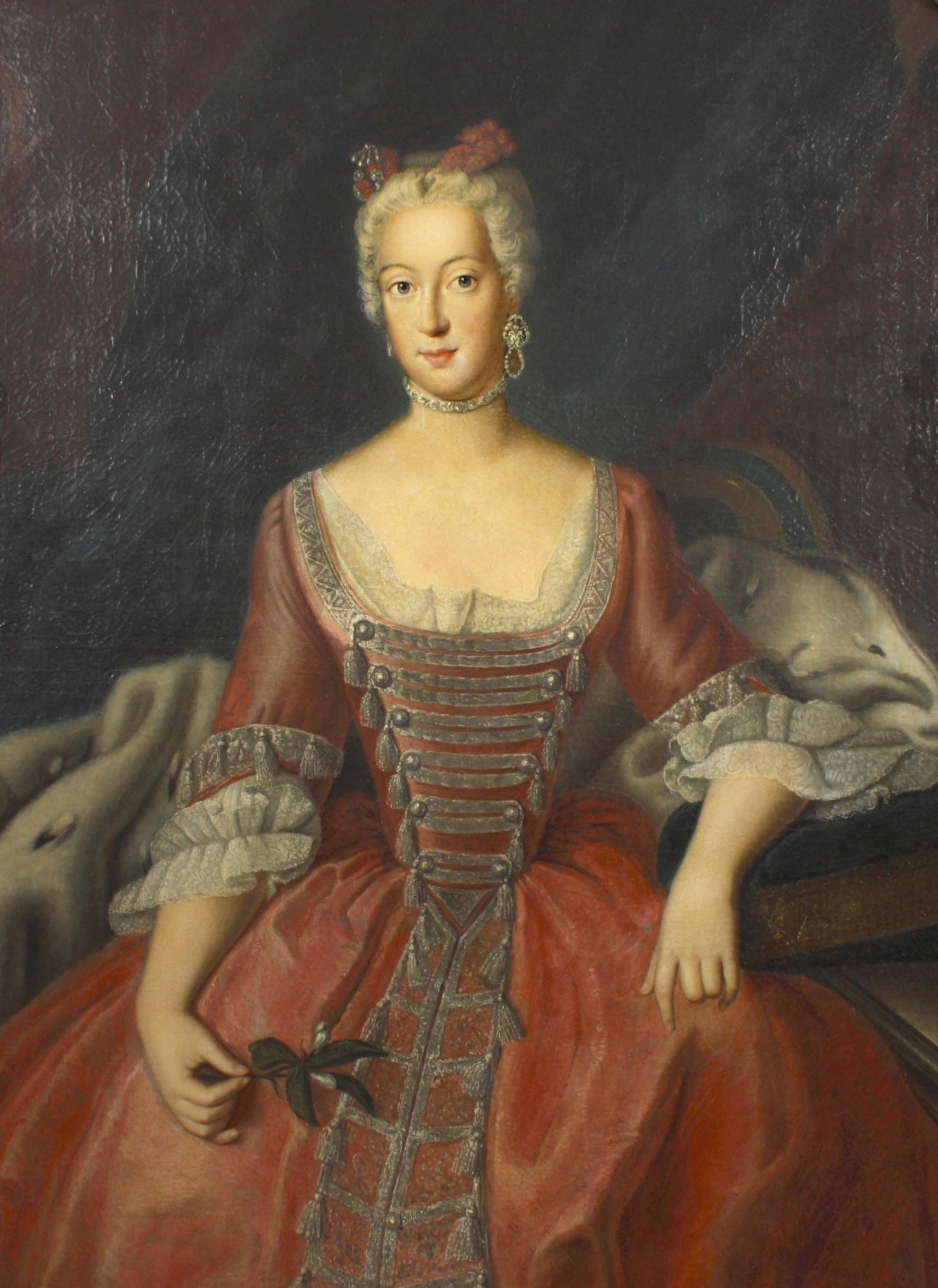
Wilhelmine von Preußen Staatsporträt

Die Universitätsbibliothek Erlangen-Nürnberg wurde 1743 zusammen mit der Friedrich-Alexander-Universität von Markgraf Friedrich von Brandenburg-Bayreuth in Erlangen gegründet und hatte damals nur einen einzigen Raum in der ehemaligen Ritterakademie zur Verfügung. Ein Grundbestand wurde aus der Hausbibliothek der markgräflichen Gründer und der Bibliothek des ersten Kanzlers der Universität, Daniel de Superville gebildet.
1805 wurden rund 13.000 Bände der  Schlossbibliotheken in Ansbach und in Schwaningen nach Erlangen gebracht. 1818 verfügte König Maximilian Joseph, dass die Bibliotheken der 1809 aufgelösten Universität Altdorf nach Erlangen abgegeben werden sollten. Damit verdoppelte sich der Bestand der Universitätsbibliothek auf rund 80.000 Bände.
Zunächst wurde der Altdorfer Bestand in das Rote Haus am Schlossplatz (heute nicht mehr vorhanden) ausgelagert; eine Lösung der Raumproblematik zeichnete sich nach 1817 ab, als nach dem Tod der Markgräfin Sophie Caroline das Erlanger Schloss in den Besitz der Universität überging.
Ab 1825 war der Gesamtbestand der Bibliothek dort zusammengeführt, bis zu Beginn des 20. Jahrhunderts auch diese Raumkapazitäten erschöpft waren und 1913 ein neues Gebäude auf dem Grundstück zwischen Universitätsstraße und Unterer Karlstraße entstand.
Das Bibliotheksgebäude entstand nach den damals modernsten Konstruktionsprinzipien, mit der Trennung in Verwaltungstrakt und Magazinblock. Im Keller des Magazins verewigte sich der Erlanger Schriftsteller Ernst Penzoldt während seiner Studienzeit mit mehreren Wandmalereien, welche die verschiedenen Fakultäten darstellen. Heute sind nur noch drei dieser Werke erhalten. Seit 1913 blieb das Gebäude weitestgehend unverändert, lediglich in den 1960er Jahren wurde auf Grund gravierender Baumängel eine Sanierung vorgenommen und in den zweigeschossigen allgemeinen Lesesaal eine Zwischendecke eingezogen. Seit 1972 stehen Gebäude und Inventar unter Denkmalschutz.
1974 entstand ein Neubau direkt gegenüber, in den der Benutzungsbereich umzog, während in der Alten Universitätsbibliothek nun die Direktion, Verwaltung, Medienbearbeitung, Hochschulschriftenstelle, und die Abteilung Handschriften, Alte Drucke und Graphische Sammlung zu finden sind.
In den 1960er und 1970er Jahren wuchs die Bibliothek stark an, als nach der Eingliederung der Nürnberger Hochschule für Wirtschafts- und Sozialwissenschaften und der Pädagogischen Hochschule Nürnberg sowie nach der Gründung der Technischen Fakultät deren Bibliotheken der Universitätsbibliothek zugeordnet wurden. Außerdem wurden die einzelnen Institutsbibliotheken in 15 Teilbibliotheken zusammengefasst und ebenfalls der Universitätsbibliothek unterstellt. Heute bietet die Bibliothek ihren Service den Universitätsangehörigen und anderen interessierten Benutzern an fast 200 Standorten in Erlangen und Nürnberg an.